# Cottance
Cottance là một xã trong tỉnh Loire miền trung nước Pháp.